# Do Han-se
Do Han-se (hangul: 도한세; Incheon, 25 de septiembre de 1997), también conocido simplemente como Hanse, es un rapero y cantante surcoreano. Debutó como miembro del grupo surcoreano Victon en 2016, en el que estuvo hasta 2023. Más tarde, el 25 de septiembre de 2022, debutó en solitario con el álbum Blaze.

## Carrera

### 2016-presente: Debut, estancia y salida de Victon, y trabajos en solitario
Do se unió a Plan A Entertainment como aprendiz en 2016, y más tarde, en ese mismo año fue anunciado como miembro de su nuevo grupo masculino, inicialmente conocido como "Plan A Boys". Debutó en el nuevo grupo de Plan A, oficialmente llamado Victon en noviembre de 2016. Do tiene créditos de composición en la mayoría de la canciones del grupo.
En enero de 2021, para el primer álbum de Victon, Voice: The Future is Now, Do lanzó la canción en solitario "Where is Love?", que también fue compuesta por él mismo.
Do lanzó su primer álbum en solitario, Blaze, el 25 de septiembre como álbum digital, con las canciones "Take Over" y "Public Enemy". Si bien el álbum fue un lanzamiento digital, se lanzó una versión en físico del álbum el 5 de octubre, que vendió 7,589 copias en su primer mes de lanzamiento.
En octubre, Do, junto con sus compañeros de grupo Kang Seung-sik, Heo Chan y Lim Se-jun, participó en un proyecto de caridad con Good Neighbors para el Día Internacional para la Erradicación de la Pobreza.
En marzo de 2022, Do colaboró en la canción "Seventh Floor" del artista indie coreano Kim Mi-jeong. En junio, colaboró en la canción "Sippin" de Chu Seo-jun.
El 20 de abril de 2023, IST Entertainment anunció que Do no iba a renovar su contrato con la agencia y dejaría Victon. El 11 de agosto de 2023, se anunció que firmó un contrato con The Dial Music.

## Discografía

### Extended plays
| Título | Detalles | Posiciones máximas en los gráficos | Ventas       |
| Título | Detalles | COR                                | Ventas       |
| ------ | --- | ---------------------------------- | ------------ |
| Blaze  | - Lanzamiento: 25 de septiembre de 2021 - Etiqueta: Play M Entertainment - Formatos: Descarga digital, streaming | 23                                 | - COR: 7,589 |

### Álbumes sencillo
| Título     | Detalles                                                                                                | Posiciones máximas en los gráficos | Ventas       |
| Título     | Detalles                                                                                                | COR                                | Ventas       |
| ---------- | --- | ---------------------------------- | ------------ |
| Gummy Bear | - Lanzamiento: 23 de octubre de 2023 - Etiqueta: The Dial Music - Formatos: Descarga digital, streaming | 41                                 | - COR: 2,150 |

### Sencillos

#### Como artista principal
| Título                                | Año  | Álbum                |
| ------------------------------------- | ---- | -------------------- |
| "Take Over"                           | 2021 | Blaze                |
| "Gummy Bear" (feat. BIGONE)           | 2023 | Osito de goma        |
| "How Time Files" (feat. BIGONE, Dive) | 2024 | How Time Files       |
| "Blue Night"                          | 2024 | Bluessome            |
| "Waterfall"                           | 2024 | Misery Loves Company |
| "Hello & Goodbye"                     | 2024 | Misery Loves Company |
| "Smoky" (con Laveen)                  | 2025 | Sencillos sin álbum  |
| "Neighbor Rockstar" (con Laveen)      | 2025 | Sencillos sin álbum  |

#### Colaboraciones
| Título          | Artista                                  | Año  | Álbum               |
| --------------- | ---------------------------------------- | ---- | ------------------- |
| "BPM"           | MIC SMG (con Do Hanse, Yongyong y Goopy) | 2021 | Sencillos sin álbum |
| "Erase"         | MIC SMG (con Do Hanse, Yongyong y Goopy) | 2022 | Sencillos sin álbum |
| "Seventh Floor" | Kim Mi-jeong (con Do Han-se)             | 2022 | Volume Up!          |
| "Sippin"        | Chu Seo-jun (con Do Han-se)              | 2022 | Now Is Sober        |
| "오늘밤도"      | Taeb2 (con Do Han-se)                    | 2023 | 오늘밤도            |

### Composición de canciones
Do aparece acreditado en la mayor parte de la discografía de Victon, y ha sido acreditado en 62 canciones hasta septiembre de 2022. Para el sencillo del grupo "Time of Sorrow", sus letras fueron descritas como "poéticas y refinadas", reflejando un "lado emocional" de él.